# Земеделски модул
Земеделски модул (на португалски: Módulo rural или букв. селски модул) е мерна единица за земеделска площ в Бразилия, изразявана в хектари, чрез която се търси изражение на сложната зависимост между площта на земеделския имот, неговото географско местоположение, формата и условията на неговото икономическо експлоатиране.
Концепцията за земеделския модул е изведена от философията за семейната собственост, която според разпоредбите на точка II, чл. 4 от Закон No. 4,504/64 (т.нар. Статут на земята) се разбира като земеделски имот, който непосредствено и лично се експлоатира от земеделския стопанин и неговото семейство, поглъщайки цялата им работна сила и гарантирайки с това тяхната прехрана, социален и икономически прогрес; който е с максимална площ, определена за всеки регион и вид експлоатация, и който в крайна сметка може да се обработва и с помощта на трети страни. С други думи, земеделският модул е минимална единица земеделска площ, която в съответствие с географското си местоположение, формите и условията на нейното икономическо експлоатиране е достатъчна на едно семейство, за да се прехранва и просперира социално-икономически единствено от нейната експлоатация.
В Бразилия земеделският модул се изчислява за всеки поземлен имот конкретно въз основа на данни, съдържащи се в Кадастъра на земеделските имоти в SCNR (Система на Националния кадастър на земеделските имоти), поддържан от Националния институт за аграрна реформа и колонизация (INCRA). Приема се, че земеделският модул е мерна единица, която позволява по-точно сравнение между земеделските имоти, тъй като отчита и няколко други характеристики на имотите, специфични за районите на тяхното местоположение. Ето защо размерът на един земеделски модул земя, изразен в хектари, е различен в различните райони на страната и два земеделски имота с еднаква площ, но намиращи се в различни райони и експлоатирани по различен начин, могат да бъдат приравнени на различен брой земеделски модули. Нито един земеделски имот обаче не може да бъде парцелиран на части, които са по-малки по площ от площта на един отделен земеделски модул, съставен на съответния имот.
В Бразилия земеделският модул се използва за:
- определяне на т.нар. минимална фракция за парцелиране, което отговаря на минималния размер на площта, която може да бъде отделена от даден земеделски имот и да формира нов земеделски имот;
- определяне на структурата и организационната рамка на синдикалните съюзи на земеделските работници в зависимост от общия брой селски модули, притежавани от членовете им;
- определяне на максималния размер на земеделските имоти, които могат да бъдат придобивани от чуждестранни граждани и чуждестранни юридически лица – в Бразилия съществува ограничение, според което чуждестранни лица, които имат разрешение за пребиваване в Бразилия, могат да придобиват земя с максимален размер 3 селски модула;
- определяне на кръга от бенефициенти на Фонда за земята и аграрната реформа и на Националната програма за кредитиране на достъпа до земеделска земя;
- определяне на финансовите параметри за целите на секвестирането на земеделски имоти – Националният институт за аграрна реформа и колонизация (INCRA) е институцията в Бразилия, която регулира използването на земята в селските райони и гарантира, че земята изпълнява своята социална функция, т.е. че тя е продуктивна. Ако един земеделски имот е непродуктивен и размерът му е над 15 земеделски модула, INCRA има право да приложи аграрна реформа, като секвестира имота срещу определено финансово обезщетение за собствениците му и прехвърли собствеността му на друго лице, което ще направи земеделския имот отново продуктивен.